# Zanomys ultima
Zanomys ultima là một loài nhện trong họ Amaurobiidae.
Loài này thuộc chi Zanomys. Zanomys ultima được miêu tả năm 1972 bởi Leech.